# 史密斯敦 (紐約州普查規定居民點)
史密斯敦（英語：Smithtown）是位於美國紐約州薩福克縣的普查規定居民點。

## 人口
根據2020年美國人口普查的數據，史密斯敦的面積為32.31平方千米，當中陸地面積為30.89平方千米，而水域面積為1.42平方千米。當地共有人口25629人，而人口密度為每平方千米793.22人。